# Хуан Каміло Ернандес
Хуан Каміло «Кучо» Ернандес Суарес (ісп. Juan Camilo Hernández, нар. 22 квітня 1999, Перейра) — колумбійський футболіст, центральний нападник іспанського клубу «Бетіс» та національної збірної Колумбії.

## Клубна кар'єра
Народився 22 квітня 1999 року в місті Перейра. Вихованець футбольної школи клубу «Депортіво Перейра». 7 квітня 2015 року в матчі проти «Депортес Кінді» він дебютував в колумбійській Прімері Б у віці 16 років. 5 вересня в поєдинку проти «Реал Сантандер» Хуан забив свій перший гол за «Депортіво Перейра». 3 липня 2016 року в матчі проти «Тігреса» він зробив хет-трик. За підсумками другого сезону Ернандес у віці 17 років, став найкращим бомбардиром чемпіонату з 21 голом.
На початку 2017 року Хуан перейшов в іспанську «Гранаду», але для отримання ігрової практики відразу ж був відданий в оренду на батьківщину в клуб «Америка де Калі». Так і не зігравши жодної гри за «Гранаду», вже влітку перейшов в англійський «Вотфорд», що також належав Джампаоло Поццо, який відразу віддав гравця в клуб іспанської Сегунди «Уеску», якій в першому ж сезоні допоміг вийти в Ла Лігу, де провів ще один сезон.
В лютому 2025 року Хуан Ернандес повернувся до Іспанії, де приєднався до клубу ла-Ліги «Бетіс».

## Виступи за збірні
Залучався до складу молодіжної збірної Колумбії. На молодіжному рівні зіграв у 14 офіційних матчах, забив 5 голів. 2017 року у складі команди до 20 років взяв участь у молодіжному чемпіонаті Південної Америки у Еквадорі. На турнірі він зіграв у дев'яти матчах і у поєдинках проти аргентинців і венесуельців Хуан забив по голу. 2019 року з цією ж командою поїхав на молодіжний чемпіонат світу.
17 жовтня 2018 року в товариському матчі проти збірної Коста-Рики Ернандес дебютував у складі національної збірної Колумбії. У цьому ж поєдинку він зробив «дубль», забивши свої перші голи за національну команду.
| Дата       | Місто        | Господарі         | Результат | Гості      | Турнір           | Голи | Примітки |
| ---------- | ------------ | ----------------- | --------- | ---------- | ---------------- | ---- | -------- |
| 16-10-2018 | Гаррісон     | Колумбія          | 3 – 1     | Коста-Рика | товариський матч | 2    | 72'      |
| 5-6-2022   | Мурсія       | Саудівська Аравія | 0 – 1     | Колумбія   | товариський матч | -    | 46'      |
| 28-1-2023  | Карсон       | США               | 0 – 0     | Колумбія   | товариський матч | -    | 68'      |
| 16-12-2023 | Лос-Анджелес | Мексика           | 2 – 3     | Колумбія   | товариський матч | -    | 82'      |
| Усього     |              | Матчів            | 4         |            | Голів            | 2    |          |